# Пингдингшан
Пингдингшан (平顶山) град је Кини у покрајини Хенан. Према процени из 2009. у граду је живело 888.291 становника.

## Становништво
Према процени, у граду је 2009. живело 888.291 становника.
| 1990.   | 2000.   | 2009    |
| ------- | ------- | ------- |
| 442.291 | 866.731 | 888.291 |